# Merel Blom
Merel Blom (Texel, 19 augustus 1986) is een Nederlands ruiter. Ze nam op het onderdeel eventing, zowel individueel als met het Nederlands team, deel aan de Wereldruiterspelen 2014 (brons team) en de Olympische Zomerspelen 2016 met Rumour Has It.